# Mac Durnan-evangeliarium

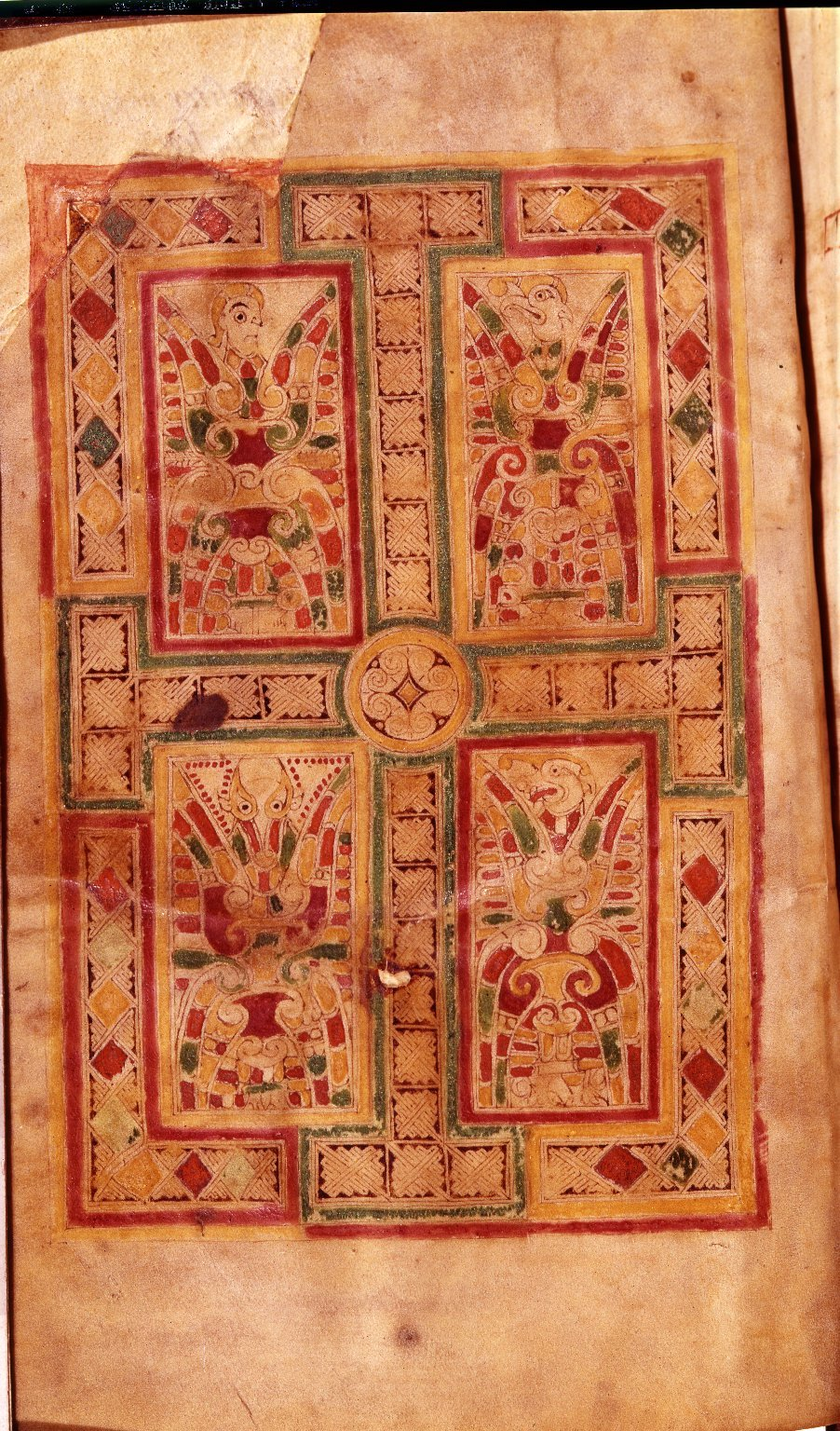
Mac Durnan-evangeliarium, f1v, Het kruis met de evangelistensymbolen.

Het Mac Durnan-evangeliarium is een Iers verlucht evangeliarium uit de 9e eeuw dat vandaag bewaard wordt in de Lambeth Palace Library met als signatuur Ms. 1370. 

## Geschiedenis
Het handschrift werd volgens een Latijnse inscriptie die later werd toegevoegd, misschien door Koenwald de latere bisschop van Worcester, geschreven in opdracht van Máel Brigte mac Tornáin, abt van de abdij van Armach en Raphoe tussen 888 en 927. Het werd waarschijnlijk geschreven in de abdij van Armach. Daarna kwam het handschrift terecht bij koning Æthelstan die het schonk aan de abdij van Christ Church in Canterbury. Het werd niet vermeld in inventarissen van de kathedraal maar het bevat wel een aantal charters ondertekend door abten van de abdij uit de 14e eeuw. Later kwam het terecht in de verzameling van Matthew Parker, maar het maakte geen deel uit van de collectie die Parker naliet aan zijn oud college, het Corpus Christi College in Cambridge.
Het handschrift duikt terug op in 1755, in het bezit van een Londense instrumentenmaker Fr. Howel, lid van de Cymmrodorion Society. Die toonde het aan de antiquaar Lewis Morris, die het beschreef in een brief van 1760 die afgedrukt werd in Cymmrodor II. (1878), p. 56. Het manuscript werd waarschijnlijk aangekocht voor de Lambeth Library door A.C. Duracel die bibliothecaris werd in 1757, maar het werd pas opgenomen in de catalogus van M.R. James gepubliceerd in 1932.

## Beschrijving
Het handschrift werd geschreven en verlucht in Ierse stijl. Het is een soort zakexemplaar want het meet slechts 159 bij 111 mm. De tekst is geschreven in een Ierse minuskel in een kolom met 22 lijnen per blad.

## Inhoud
Het handschrift bevat:
- f1v: Miniatuur met de evangelistensymbolen
- f2r: Begininitiaal van de Liber generationis
- f4v: Portret van Matteüs
- f5r: Versierde begininitialen van het Matteüsevangelie
- ff5v-68v: Evangelie volgens Matteüs
- ff69-70: Charters
- f70v: Portret van Marcus
- f72r: Versierde begininitiaal van het Marcusevangelie
- ff72v-113r: Evangelie volgens Marcus
- f114-115: Charters
- f115v: Portret van Lucas
- f117r: Versierde begininitiaal van het Lucasevangelie
- ff118r-169v: Evangelie volgens Lucas
- ff170v: Portret van Johannes
- ff172r: Versierde begininitiaal van het Johannesevangelie
- ff172v-216v: Evangelie volgens Johannes

Er werden aan het manuscript, misschien door Matthew Parker, vier folia toegevoegd (ingekleefd) met miniaturen die Frans werk uit de 13e eeuw lijken te zijn:
- f4r: De kruisiging.
- f70: De geseling.
- f116: Het verraad door Judas.
- f171: De graflegging.

## Galerij

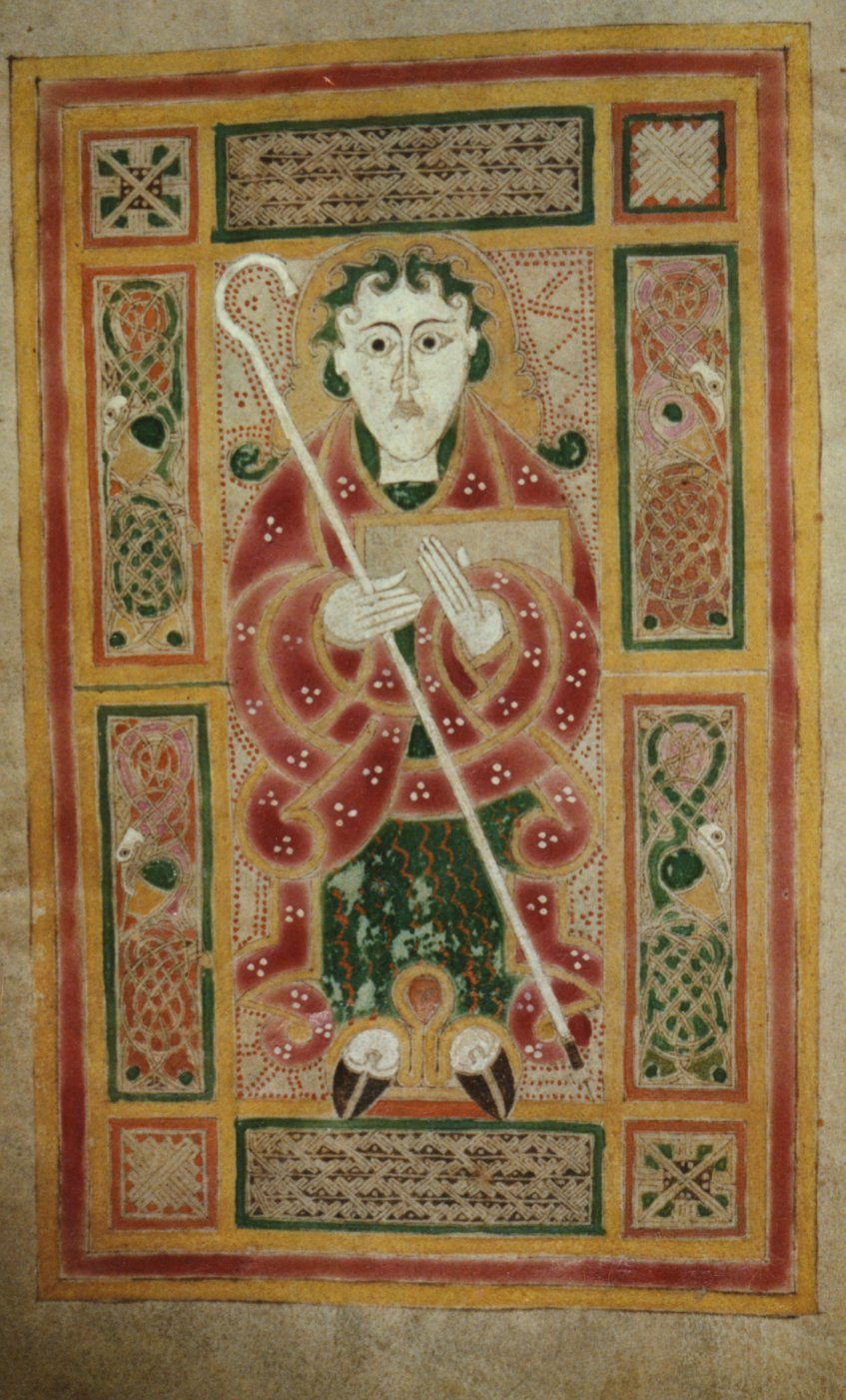
Portret van Mattheus, f.4v.
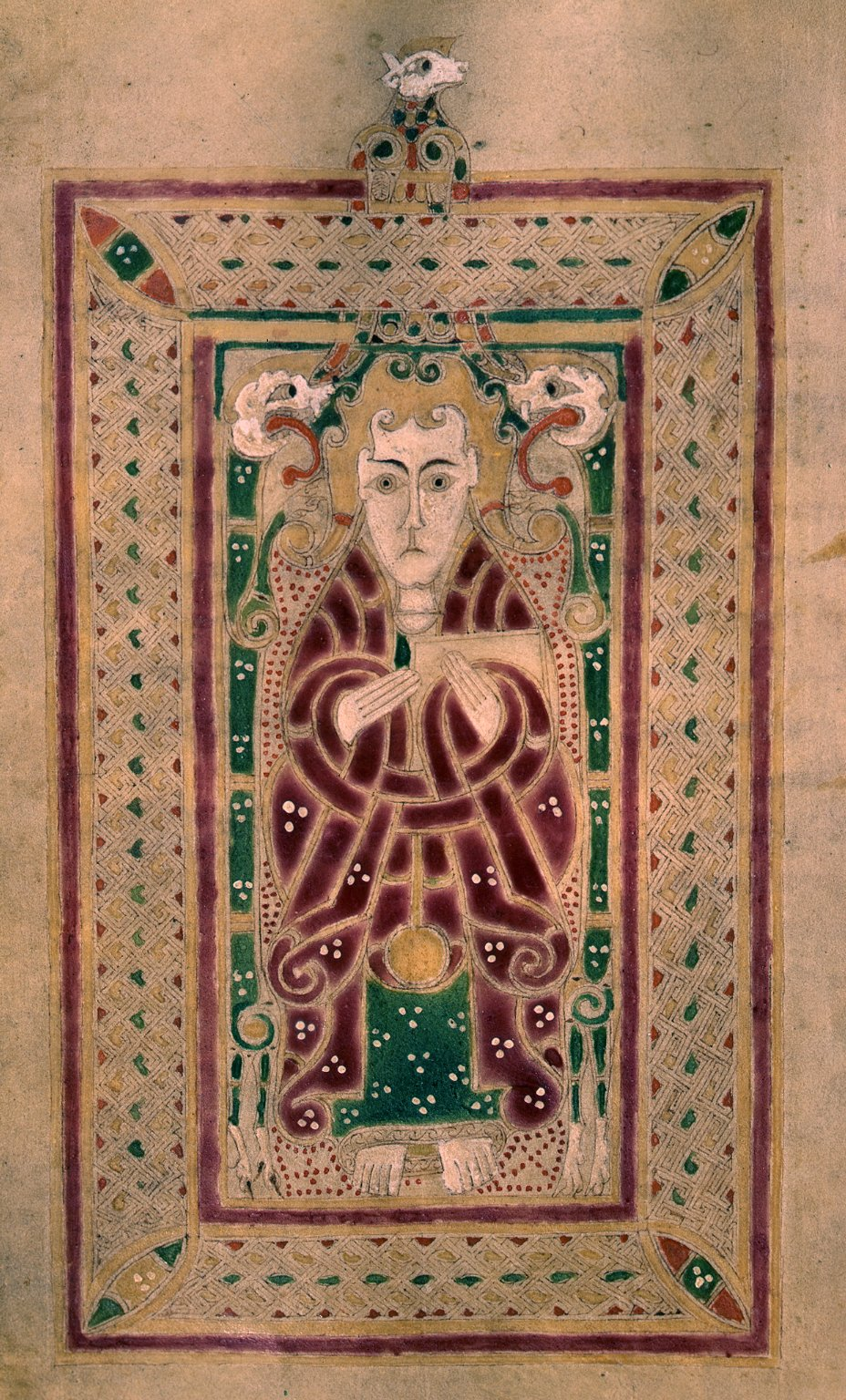
Portret van Marcus, f.70v.
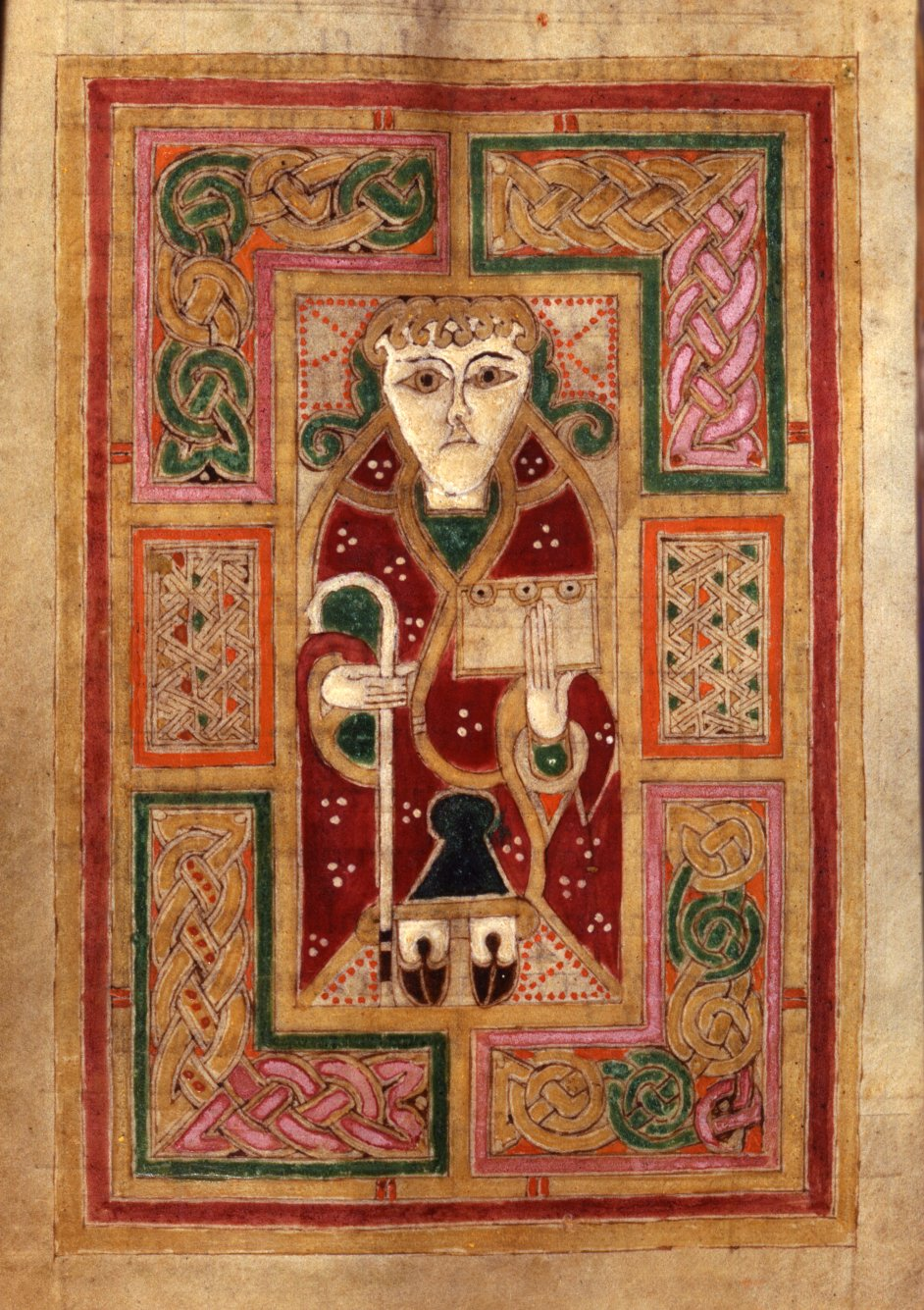
Portret van Lucas, f.115v.
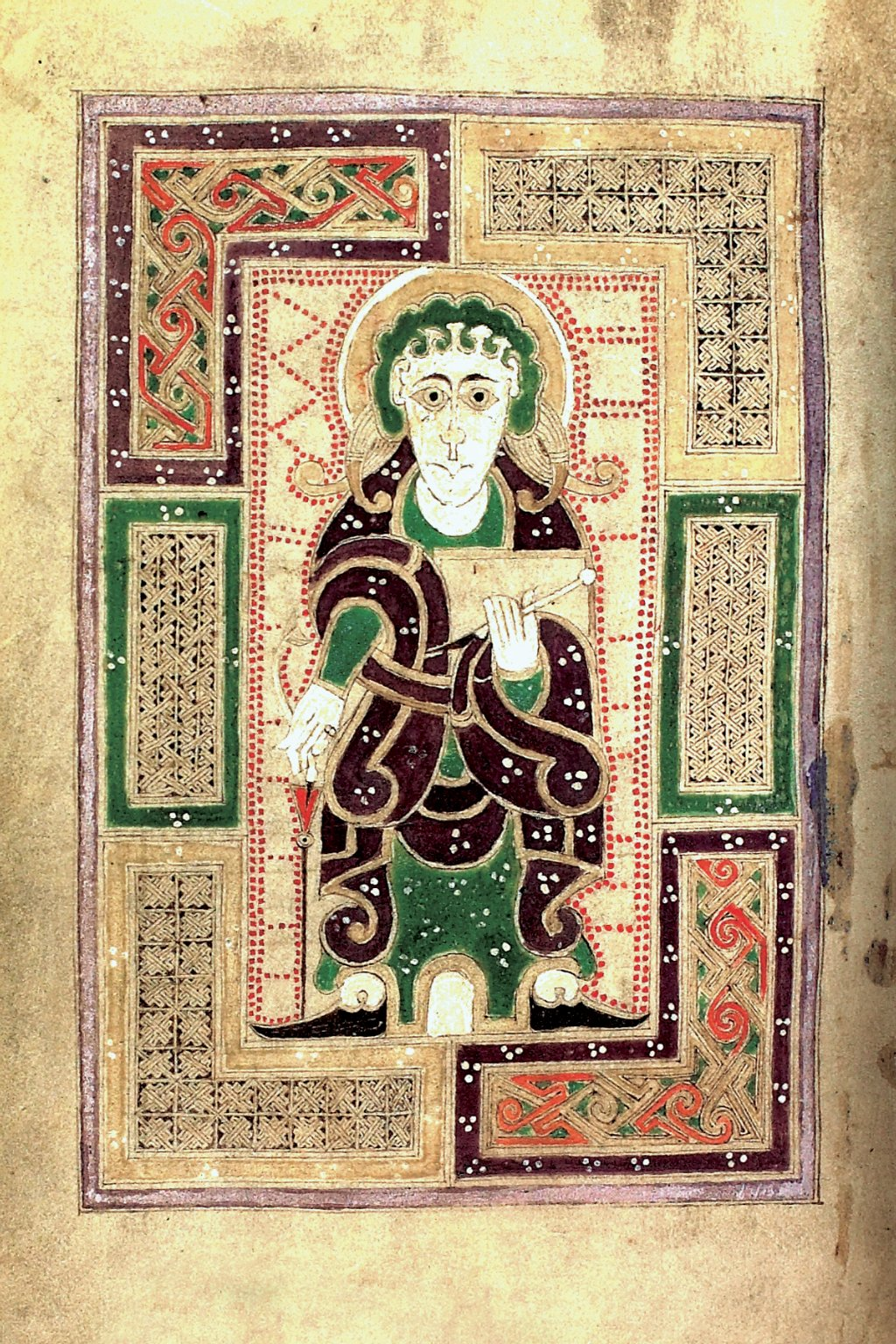
Portret van Johannes, f.170v.